# Negoci
Un negoci (també conegut com a empresa, firma o companyia) és una organització legalment reconeguda destinada a proporcionar béns, serveis o tots dos a consumidors o a altres negocis a canvi de diners. Els negocis predominen a les economies capitalistes, en les quals solen ser a mans privades i destinades a aconseguir beneficis que augmentaran la riquesa dels seus propietaris. Els propietaris de negocis privats amb ànim de lucre tenen entre els seus objectius principals rebre o generar beneficis a canvi de feina i acceptació de riscos. Els negocis també poden ser sense ànim de lucre o bé de propietat estatal.
L'etimologia de negoci prové de les paraules llatines nec i otium, és a dir, tot el que no és oci. A l'antiga Roma, otium era tot el que es feia durant el temps lliure i que no oferia cap recompensa i, per tant, tot el que fos la negació de l'otium es feia a canvi de diners. Quan aquesta ocupació lucrativa té una grandària, estabilitat, organització i volum de negoci considerable, aleshores se la sol anomenar empresa, si bé també es pot emprar com a sinònim de negoci. Per extensió, la paraula es convertí, a partir del segle xviii, en sinònim de "empresa individual comercial" i de vegades també com a "nexe d'activitats comercials" o l'activitat dels representants de l'activitat comercial.

## Tipus bàsics de propietat
Tot i que les formes de propietat dels negocis varien segons la jurisdicció, n'hi ha formes que són molt comunes:
- Individual: Una empresa individual és un negoci amb ànim de lucre que només té una persona com a propietària. Un propietari pot conduir el seu negoci o contractar treballadors que ho facin. El propietari d'un negoci té la plena responsabilitat civil pels deutes que pugui generar el negoci.
- Societats: Una societat mercantil és un tipus de negoci amb ànim de lucre que té dues o més persones com a propietàries. En la majoria de socitats cada soci té part de la responsabilitat civil pels deutes que el negoci pugui generar. Les tres classificacions més habituals de les socitats són societat col·lectiva, societat comanditària i societat comanditària per accions.
- Corporacions: Una corporació és un negoci de responabilitat civil limitada que té una personalitat separada a la dels seus membres. Les corporacions poden ser a mans privades o de l'estat. Les corporacions privades poden ser amb ànim de lucre o sense. Una corporació privada amb ànim de lucre també pot ser una empresa privada o bé una empresa pública. Els accionistes de les corporacions amb ànim de lucre n'escullen un consell d'administració per tal que la condueixi.
- Cooperatives: Una cooperativa és un negoci de responsabilitat civil limitada que pot ser amb ànim de lucre o sense. Una cooperativa amb ànim de lucre es diferencia de les corporacions amb ànim de lucre en el fet que són els seus membres, i no pas els seus accionistes, s'encarreguen de prendre les decisions. Les cooperatives poden ésser classificades en cooperatives de consum o en cooperatives de producció. Les cooperatives són fonamentals en la ideologia de la democràcia econòmica.

## Tipus de negocis
Hi ha molts tipus de negocis i, a causa d'això, poden ser classificats de moltes maneres. Una de les classificacions més habituals se centra en l'activitat del negoci:
- Negocis miners o agrícoles, que s'encarreguen de la producció de primera matèria com ara plantes o minerals.
- Negocis financers, en els quals s'inclouen els bancs, i que generen beneficis invertint i gestionant capital.
- Negocis de la informació, que obtenen beneficis de gestionar i vendre propietat intel·lectual. Inclouen els estudis de cine, les editorials i les companyies de programari.
- Negocis manufacturers que produeixen productes, ja sigui a partir de primeres matèries o components, i que després venen a canvi de beneficis. Les empreses que generen béns físics, com ara cotxes o canonades, són considerades com a manufactures.
- Negocis de béns immobles, que generen beneficis a base de vendre, llogar o desenvolupar propietats, cases i edificis.
- Negocis minoristes i de distribució, que actuen com a intermediaris entre els fabricants i els consumidors i que generen beneficis com a resultat de l'oferta dels seus serveis de distribució. Moltes tendes especialitzades o per catàleg són distribuïdores o minoristes.
- Negocis de serveis que ofereixen béns intangibles o serveis i que solen generar els seus beneficis fent pagar pels costos de la feina al govern, a altres empreses o a particulars. Els decoradors, les consultories, els restaurants i els artistes són alguns tipus d'aquest tipus de negocis.
- Negocis de transport, que transporten béns o individus d'un lloc a un altre i que generen beneficis a base de fer pagar pels costos de transport.
- Obres públiques produeixen serveis públics, com ara calefacció, electricitat i manteniment del clavegueram. Solen ser controlats pel govern.

Hi ha moltes altres divisions i subdivisions dels negocis. La llista de tipus de negocis més important als Estats Units és la llista del Sistema de Classificació de la Indústria Nord-americana, o NAICS en les seves sigles angleses. L'equivalent europeu és la Classificació Estadística de les Activitats Econòmiques de la Comunitat Europea, o NACE segons les seves sigles angleses.

## Gestió
La gestió eficient d'un negoci, i l'estudi d'aquest tema, s'anomena gestió. Les branques principals de la gestió són la gestió financera, el màrqueting, la gestió de recursos humans, l'estratègia, la gestió de producció, la gestió d'operacions, la gestió de serveis i la gestió de tecnologies de la informació.

### Reforma de les empreses estatals
En les últimes dècades, les empreses de propietat estatal s'han adaptat al model de les empreses privades. L'any 2003, la República Popular de la Xina reformà el 80% de les empreses de propietat estatal i les adaptà a un model corporatiu. Moltes altres institucions i empreses de la Xina i Rússia s'han convertit en empreses conjuntes i part de les seves participacions es troben als mercats d'estoc públic.

## Organització i control governamental
La majoria de jurisdiccions especifiquen quines formes de propietat pot tenir un negoci i en creen un dret mercantil específic de cada una.
Els factors principals que afecten l'organització d'un negoci normalment són:

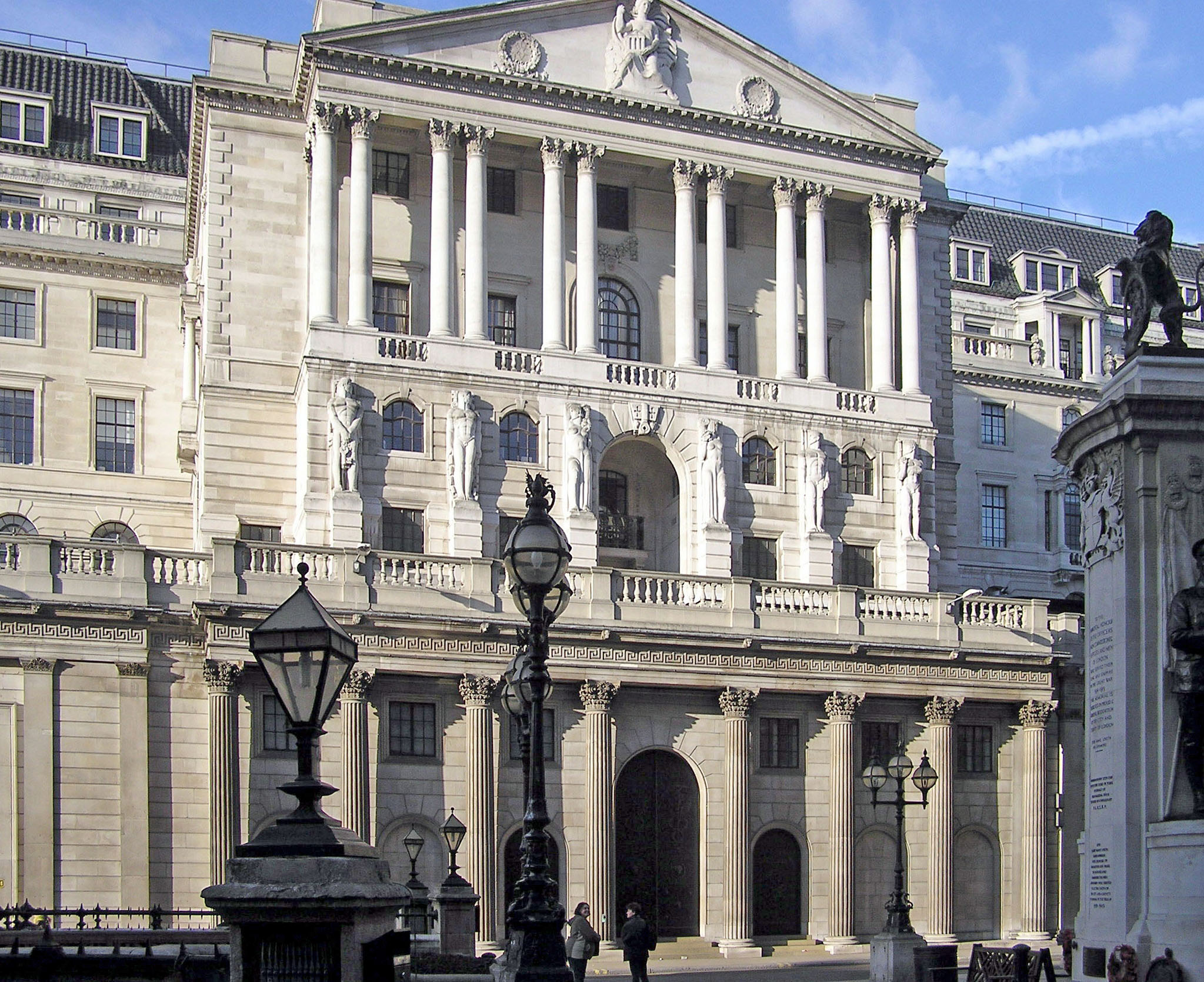
El banc d'Anglaterra al carrer de Threadneedle, Londres, Anglaterra.

- La grandària i l'abast del negoci i la seva estructura, gestió i propietat, analitzades per la teoria de l'empresa. Normalment, un negoci petit és més flexible i els grans negocis, o bé les de propietat més àmplia o d'estructura més formal, tenen tendència a organitzar-se com a corporacions o (tot i que amb menys freqüència) societats. A més a més, el negoci que busqui finançar-se pel mercat de valors o bé ésser propietat d'un gran nombre de gent haurà d'adoptar la forma legal per a poder-ho fer.
- El sector i el país. Els negocis privats amb ànim de lucre són diferents dels estatals. En alguns països, uns tipus concrets de negocis estan obligats, per llei, a organitzar-se d'una manera concreta.
- Responsabilitat limitada. Les corporacions, les societats comanditàries per accions i altres tipus d'organització d'un negoci protegeixen els seus propietaris o accionistes d'una fallida fent que el negoci sigui una entitat legal diferenciada amb unes certes proteccions legals. Per contra, els negocis que no s'ha constituït en societat o bé els autònoms no gaudeixen d'aquesta protecció.
- Avantatges fiscals. El dret tributari tracta de forma diferent les diverses estructures que un negoci pot tenir i per aquesta mateixa raó algunes poden gaudir d'avantatges.
- Revelació i conformitat. Alguns tipus de negocis poden estar obligats a fer més o menys informació d'abast públic (o bé informar-ne les autoritats) i poden veure's sotmesos a diverses lleis i regulacions.

Molts negocis són ens diferenciats com ara les corporacions o les societats (sigui amb responsabilitat limitada o sense). La majoria de jurisdiccions permeten organitzar aquests ens tot emplenant uns documents de la secretaria d'estat o els seus equivalents i complint amb uns requisits. Les relacions i drets dels accionistes, socis comanditaris o membres d'una societat es regeixen per aquests documents i, en part, per la llei de la jurisdicció on s'organitza l'ens. Generalment, els accionistes d'una corporació, els socis comanditaris d'una societat comanditària o els membres d'una societat comenditària per accions estan protegits dels deutes i obligacions d'aquest ens, que legalment es tracta com una persona diferenciada. Això vol dir que, tret del cas de dlicte, les possessions del propietari estan legalment protegides si el negoci no té èxit.
Quan dos o més individus tenen un negoci conjunt però no l'han organitzat d'una forma específica, aquest negoci serà tractat com una societat general. Les condicions d'una societat es regeixen, en part, pels acords d'associació si se'n creen i, en part, per la llei de la jurisdicció on es troba la societat. No cal emplenar cap document per crear aquestes societat i, si no hi ha acord, les relacions i drets dels socis es regiran exclusivament per la llei de la jurisdicció on es trobi la societat.
Una sola persona que té un negoci normalment se la coneix com a propietari únic, tant si la persona en té la propietat directa com si es tracta d'un ens organitzat formalment.
Un quants factors a l'hora de decidir com organitzar un negoci són:
1. Els socis d'una societat (tret de les societats comanditàries per accions) i qualsevol persona que posseeixi i operi un negoci sense crear un ens legal diferenciat són responsables dels deutes i compromisos del negoci.
2. Generalment, les corporacions estan obligades a pagar impostos com les persones físiques. En alguns sistemes, això pot provocar una doble imposició perquè la corporació primer tributa pels beneficis, i quan distribueix els beneficis entre els seus propietaris, aquests han d'incloure els dividends a la seva declaració, moment en el qual s'imposa en l'impost sobre la renda.
3. En la majoria de països hi ha lleis que tracten les petites empreses de forma diferent que les grans. Es poden veure eximides de complir algunes obligacions o lleis laborals, tenen procediment simplificats en alguns secotrs i poden tenir un tractament fiscal simplificat, avantatjós o bé lleugerament diferent.
4. IPO, és a dir, permetre que part de l'empresa sigui propietat de molts inversors o el públic en general (cal ésser reconegut com a ens diferenciat per tal de complir amb unes lleis i procediments més estrictes). Molts ens públics han venut accions i cada vegada més en compren i també hi ha altres ens (com ara els REITs als Estats Units o els Unit Trusts al Regne Unit). Val a dir, emperò, que les societats generals no ho poden fer.

### Dret mercantil

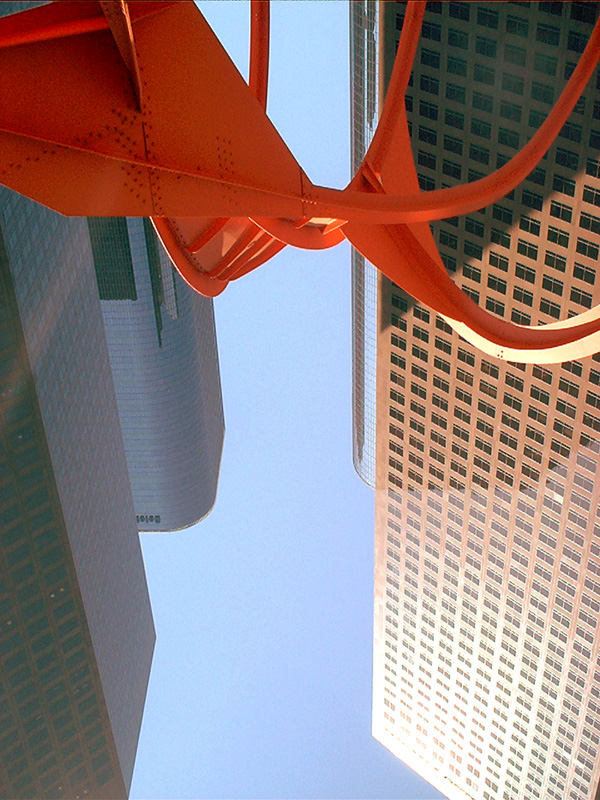
Oficines al districte financer de Los Angeles

La majoria de transaccions comercials es regeixen per un conjunt de normes molt detallades i establertes que han evolucionat al llarg d'un gran període fins al punt que la necessitat de governar el comerç fou una de les forces principals per a la creació de lleis i tribunals a la civilització occidental.
Quan a les altres que regulen o afecten els negocis, en molts països és impossible establir-ne una única referència. Hi ha lleis que regulen el tractament dels treballadors i les relacions amb els empleats, la seguretat, en contra de la discriminació (per edat, sexe, incapacitat, raça i, en algunes jurisdiccions, orientació sexual), de sou mínim, sindicals, de compensacions als treballadors, de vacances anuals i límits horaris.
En alguns negocis especialitzats, també se'n poden exigir llicències ja sigui a causa d'una legislació especial que el govern aplica a algunes professions i que poden exigir una educació especialitzada. Les professions que exigeixen una llicència especial van des de l'advocacia, la medicina, el pilotatge d'avions, la venda de licor o les emissions radiofòniques fins a la venda de segona mà de cotxes. Algunes jurisdiccions locals també poden exigir llicències i el pagament d'impostos especials a certs negocis sense tenir en compte els tipus de negoci.
Alguns negocis tenen una regulació especial. Aquestes indústres poden ser, per exemple, les obres públiques, valors d'inversió, els bancs, les asseguradores, la radiodifusió, l'aviació i els serveis sanitaris. Les regulacions medioambientals també són molt complexes i poden tenir afecte en molts negocis.

### Capital

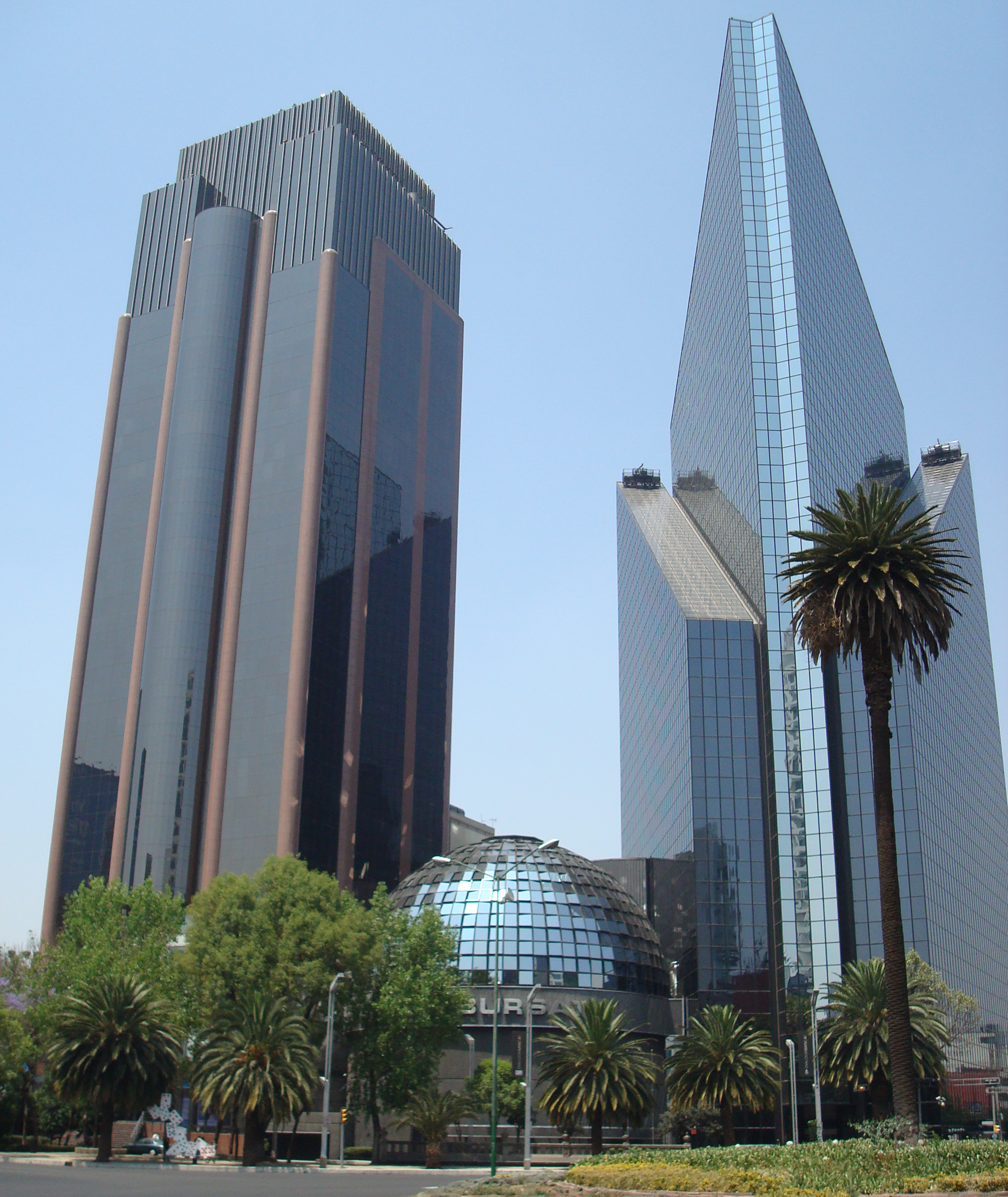
La Borsa Mexicana de Valors al Paseo de la Reforma, Ciutat de Mèxic

Quan els negocis necessiten obtenir diners (és a dir, capital) hi intervenen més lleis. Una sèrie complexa de lleis i reglamentacions regeixen l'oferta i la venda de valors a la majoria de països occidentals. Aquestes reglamentacions poden exigir que es publiqui informació específicament financera o bé altra informació del negoci i donar reparacions als inversors. Ja que el terme "valor" és un terme molt vast, la majoria de transaccions seran subjectes a aquestes lleis excepte si una exempció especial és aplicable.
El capital es pot obtenir per mitjans privats o per l'oferta pública (IPO) a la borsa, o bé d'altres maneres. Les borses principals són les de Xangai, Singapur, Frankfurt, Hong Kong, Nova York, el Nasdaq (EUA), Londres, Tòquio, etc. La majoria de països amb mercat de capitals en tenen com a mínim una.
Els negocis que es financen pel mercat de valors són objecte de regulacions molt detallades i complexes sobre la seva direcció (com ara com es determina les compensacions dels seus directors) i quan i com es fa pública la informació tant al públic en general com als seus accionistes. Als Estats Units, la Comissió de Valors dels Estats Units (SEC en les seves sigles en anglès) implementa aquestes regulacions. Altres països occidentals tenen organismes reguladors similars, com ara la Comissió Nacional del Mercat de Valors a Espanya. A la Xina són implementades per la Comissió Reguladora de Valors de la Xina. A Singapur, l'autoritat reguladora és l'Autoritat Monetària de Singapur i a Hong Kong, la SFC.
Com ja s'ha dit, és impossible enumerar tots els tipus de lleis i regulacions que afecten els negocis d'avui. De fet, aquestes lleis han esdevingut tantes i tan complexes que cap advocat les pot aprendre totes, la qual cosa força l'especialització entre els advocats de les empreses. No és pas estrany que hi hagi equips de 5 o 10 advocats per dur a terme certs tipus de transaccions a causa de l'extensa legislació. El dret mercantil abasta la legislació general de corporacions, la laboral, la sanitària, la de valors, la de fusions i adquisicions, la d'impostos, regulacions de menjar, de propietat intel·lectual (amb especialitats en patents, marques, copyright, etc.), telecommunicacions i moltes més.
Per exemple, a Tailàndia cal registrar un nombre de capital per empleat i pagar honoraris al govern per la quantitat de capital registrada. No hi ha cap requeriment per demostrar que aquest capital realment existeix, només el requeriment de pagar els honoraris. En general, aquests processos són fonamentals per determinar el PIB d'un país, tot i que sovint existeixen en països en vies de desenvolupament relativament "feudals".

### Propietat intel·lectual
Sovint, els negocis posseeixen propietat intel·lectual important que necessita ser protegida de la competència per tal que resulti beneficiosa. Això pot requerir patents, copyright o la preservació de secrets industrials. La majoria de negocis tenen noms, logotips i altres tipus de marques que es poden beneficiar d'aquesta protecció. Les patents i el copyright es regeix, als Estats Units, per la llei federal, mentre que els secrets i les marques solen ésser competència dels estats federals. A causa de la naturalesa de la propietat intel·lectual, els negocis necessiten protecció a cada jurisdicció on puguin ésser afectats per la competència. Molts països han signat tractats internacionals sobre la propietat intel·lectual i els negocis registrats a aquests països tenen l'obligació de complir les lleis nacionals que se'n deriven d'aquests tractats.